# Narbonska Galija
Narbonska Galija (lat. Gallia Narbonensis) je bila rimska provincija koja se nalazila na jugu današnje Francuske. Ranije je bila poznata kao Gallia Transalpina (Transalpinska ili "prekoalpska" Galija). Rimljani su je zvali Provincia Nostra ("naša provincija") ili samo Provincia ("provincija"). Taj naziv se sačuvao i u modernom francuskom i krije se u imenu regije Provanse.
Narbonska Galija se izravno naslanja na Italiju. Bila je važna zbog kontrole prijelaza između Italije i Hispanije, kao i tampon u slučaju napada Gala iz Galije. Narbonska Galija je bila privlačna i zbog kontrole doline rijeke Rhône, kao i zbog kontrole nad Masalijom, današnjim Marseilleom. Obuhvaća oblasti Provansu i Languedoc.
Ova oblast južne Francuske postala je rimska provincija poslije 121. godine, pod imenom Gallia Transalpina. Ovo ime je trebalo naglasiti razliku između prekoalpske Galije i Galije s ove strane Alpa, Gallia Cisalpina, u današnjoj sjevernoj Italiji.
Gallia Transalpina je kasnije preimenovana u Gallia Narbonensis, po glavnom gradu te provincije, rimskoj koloniji, Narbo Martius (Narbonne), koji je osnovan na južnoj obali Francuske oko 118. godine.
Narbonska Galija je bila područjem oblikovanja kulture romaniziranih Gala.